# El planeta imposible
El planeta imposible (The Impossible Planet) es el octavo episodio de la segunda temporada moderna de la serie británica de ciencia ficción Doctor Who, emitido originalmente el 3 de junio de 2006. Es la primera parte de una historia en dos episodios que concluye con El foso de Satán. Constituye la primera aparición en la serie de la raza de los Ood.

## Argumento
La TARDIS llega a bordo de una base santuaria utilizada para expediciones al espacio profundo. El Décimo Doctor (Davis Tennant) y Rose (Billie Piper) exploran la zona, y descubren una extraña escritura alienígena que la TARDIS no puede traducir. Entonces se encuentran con los Ood, una dócil raza de sirvientes empáticos que trabajan en la estación. Después de asustarse de ellos por error, conocen al resto de la tripulación. Están de expedición en el misterioso planeta Krop Tor, en una órbita imposible alrededor de un agujero negro. El capitán Zack (Shaun Parkes) les explica que hay un canal de gravedad alrededor del planeta, que les permite entrar y salir con seguridad de las inmediaciones del agujero negro. Entonces la base sufre un fuerte seísmo que hace que una sección de la base se hunda en las profundidades del planeta, la sección en la que se encontraba la TARDIS. Así, Rose y el Doctor se resignan a quedar atrapados y comienzan a ayudar a la tripulación.
Cuando la perforadora llega a su objetivo, una maligna entidad hace acto de presencia. Las esferas de traducción de los Ood revelan mensajes sobre el despertar de la Bestia, mientras Toby (Will Thorp), sin que nadie lo sepa, es poseído por ella. El poseído Toby mata a Scooti (MyAnna Buring) cuando ella le descubre muy tranquilo andando fuera de la base sin ninguna protección. Cuando la perforación termina, el Doctor se ofrece a ir con Ida (Claire Rushbrook) a las profundidades del planeta. Tras bajar por el conducto en un ascensor, encuentran un gran disco circular con más símbolos indescifrables. El Doctor piensa que es una puerta, y se quedan mirando mientras se abre. Al mismo tiempo, la Bestia vuelve a poseer a Toby y los Ood. Toby avisa a Rose y al resto de la tripulación de que el planeta se va a caer al agujero negro y que la Bestia está libre. Los Ood, que ahora se llaman a sí mismos la Legión de la Bestia, comienzan a acercarse a ellos mientras la voz de la Bestia declara que es libre.

### Continuidad
Zack menciona que se puso al mando cuando el capitán Walker, el líder original de la expedición, se perdió en el viaje de entrada. El capitán Walker aparece en el TARDISODIO que acompaña a este episodio. Cuando da el informe de la muerte de Scooti, Jefferson da lo que parece una fecha como "43K2.1". Aunque no se da más explicación del significado de ese número, este episodio no puede estar ambientado con más de 200 años de diferencia respecto a El planeta de los Ood, ambientado en el año 4216, ya que los dispositivos traductores se crearon 200 años antes de esa fecha. Cuando habla con Ood sirviendo comida, Rose menciona que trabajó como camarera de comedor (Reunión escolar).
El Doctor menciona que las TARDIS no se construyen, sino que se cultivan y crecen. En una escena eliminada de El fin del viaje, Donna Noble le dice a Rose y al Doctor clónico cómo acelerar el crecimiento de un trozo de coral de TARDIS para que puedan tener su propia TARDIS en el universo paralelo en el que están atrapados.

## Producción
El autor Matt Jones ya había trabajado como editor de guiones con Russell T Davies para su serie Queer as Folk. Davies dijo que en un borrador inicial del guion el papel de los Ood lo hacían los Raxacoricofallapatorianos, la misma especie que los Slitheen. Su raza habría sido esclavizada, y querrían liberarse despertando a la Bestia, de quien creían que era un dios que podría liberarles. Davies y no Jones fue quien escogió el nombre "Ood", pretendiendo que fuera un juego de palabras con la palabra "odd" ("raro"). En el episodio anexo de Doctor Who Confidential, Davies dijo que le gusta pensar que los Ood son de un planeta cercano al de los Sensoritas del serial del Primer Doctor The Sensorites (1964), ya que sugiere que ambas razas son similares en ciertos rasgos. Esto se confirma en El planeta de los Ood. Durante una entrevista con el equipo de producción, se notó que la base santuario estaba basada en la nave Nostromo de la película Alien, el octavo pasajero.
Las escenas de los cuerpos flotando en el espacio se rodó en un decorado subacuático en los Pinewood Studios, la primera vez que la serie usó estas instalaciones, sin contar el especial benéfico Doctor Who and the Curse of Fatal Death. Este fue el primer episodio de la serie moderna que usó una mina para hacer las veces de planeta alienígena. En la serie clásica este tipo de uso de minas era muy frecuente. A Davies no le entusiasmó esta decisión de producción. Las máscaras Ood tenían los ojos en posiciones no humanas, así que los actores que los interpretaban estaban básicamente ciegos.